# ليام هيغينز
ليام هيغينز (بالإنجليزية: Liam Higgins)‏ هو لاعب غولف أيرلندي، ولد في 13 نوفمبر 1942.

## وصلات خارجية
- ليام هيغينز على موقع رابطة أوروبا للاعبي الغولف المحترفين (الإنجليزية)